# XPA
Pour les articles homonymes, voir XPA (homonymie).
La protéine XPA, pour Xeroderma Pigmentosum, Complementation Group A, est codée chez l'homme par le gène XPA, situé sur le chromosome 9. Elle joue un rôle clé dans la réparation par excision de nucléotides (NER) de l'ADN en assurant une fonction de protéine d'échafaudage pour d'autres enzymes afin d'assurer la bonne réparation de l'ADN. Parmi les protéines qui interagissent avec XPA, un complexe contenant ERCC1 (en) capable d'inciser l'ADN au niveau de ses dommages structurels.
Certaines mutations du gène XPA sont responsables d'une hypersensibilité aux rayons UV, caractéristique de Xeroderma pigmentosum.